# 歌莺雀
歌莺雀（学名：Vireo gilvus）为绿鹃科绿鹃属下的一个迁徙鸟种
,
分布于北美洲与中美洲
。

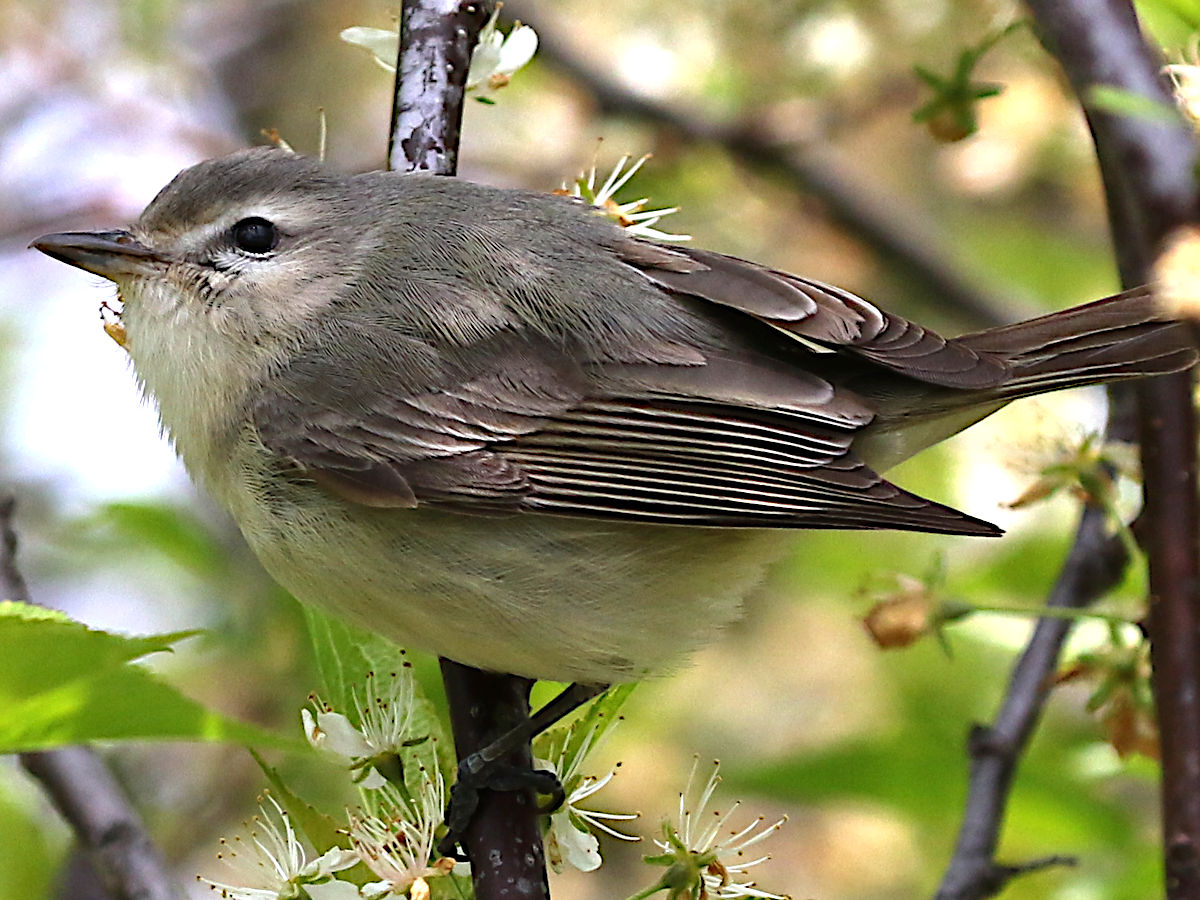
于美国伊利諾伊州